# Pachyramphus niger
Pachyramphus niger é uma espécie de ave da subfamília Tityridae.
Pode ser encontrada nos seguintes países: Ilhas Cayman e Jamaica.
Os seus habitats naturais são: florestas subtropicais ou tropicais húmidas de baixa altitude e regiões subtropicais ou tropicais húmidas de alta altitude.